# Coptotettix annandalei
Coptotettix annandalei är en insektsart som beskrevs av Hancock, J.L. 1915. Coptotettix annandalei ingår i släktet Coptotettix och familjen torngräshoppor. Inga underarter finns listade i Catalogue of Life.